# Dionisios Solomós

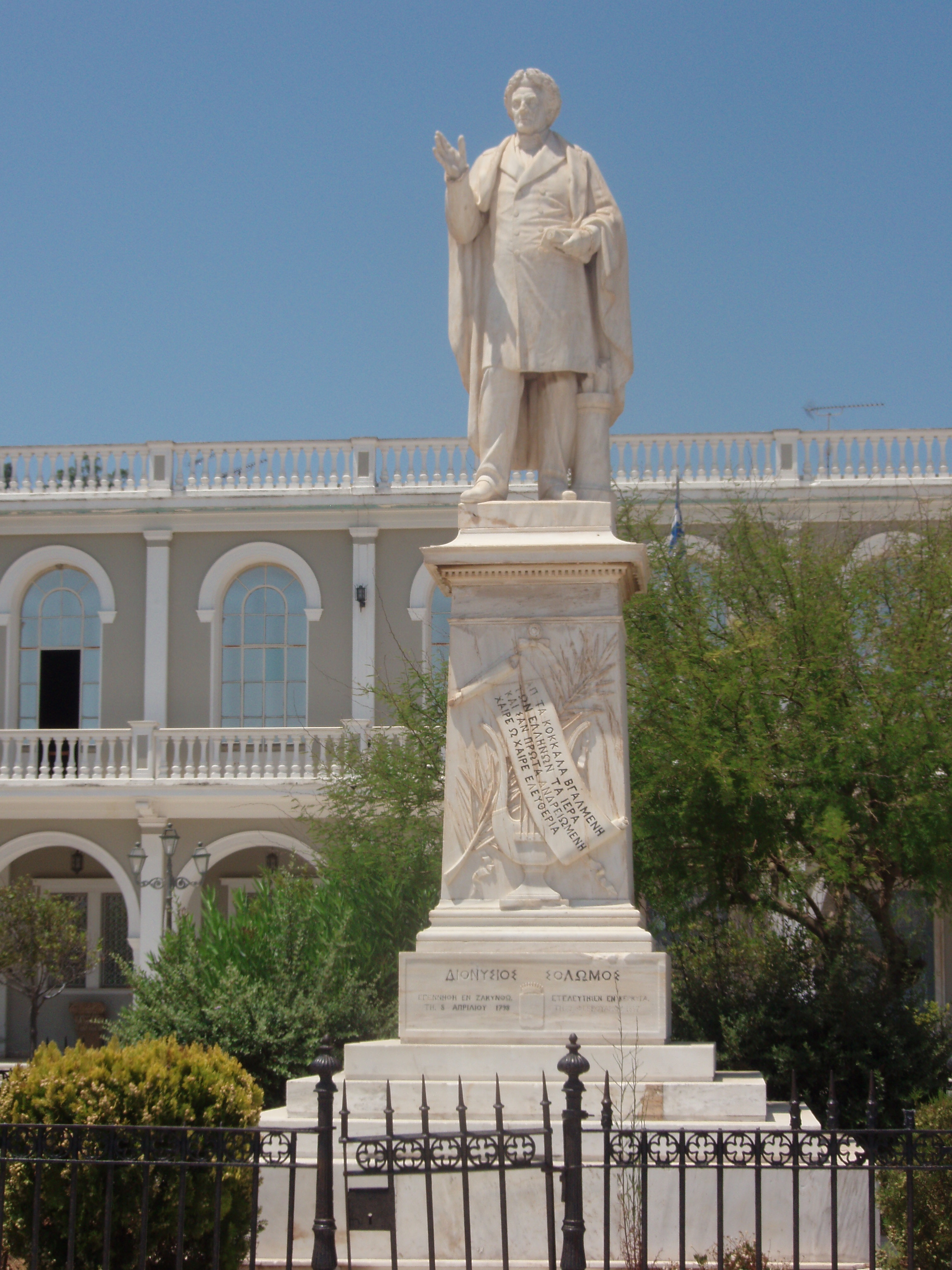
Busto de Dionisos Solomos en Zante.

Dionisios Solomós (en griego, Διονύσιος Σολωμός; 8 de abril de 1798 – 9 de febrero de 1857) fue un poeta griego de Zante. Es más conocido por haber escrito el Imnos eis tin Eleftherían («Himno a la Libertad»), cuyas dos primeras estrofas se convirtieron en el himno nacional de Grecia en 1823 y de Chipre en 1966.
Era de una familia poderosa de Zante y en 1808 fue a Italia a estudiar derecho. Tras diez años volvió a Zante con una sólida formación en literatura. Solomós llegó a ser famoso como poeta durante esta época, cuando aún era joven. 
Al final de 1828 dejó Zante y se estableció en Corfú para dedicarse a la poesía. Lo último que escribió fueron sonetos.
Murió de apoplejía. Sus restos fueron trasladados a Zante en 1865.

## Obras
- 1823: Imnos eis tin Eleftherían, poema en 158 cuartetos.
- 1826: La Mujer de Zante (prosa), Lambros (poema) y primera versión del poema Los libres asediados.
- 1832: Los libres asediados, segunda versión.
- 1844: Los libres asediados, versión definitiva.